# 公安軍 (コンゴ)

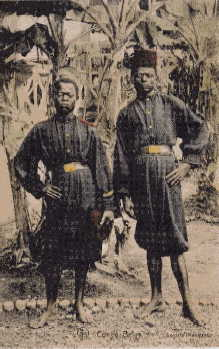
1900年頃の公安軍のアフリカ人兵

公安軍（仏: Force Publique, FP, 蘭: Openbare Weermacht, 何れも国家権力の意）はコンゴ自由国支配のために1885年に創設されたベルギーのレオポルド2世の私設軍で警察を兼ねた。総督のカミーユ・コクラットの元で組織され、そのままベルギー領コンゴ軍、コンゴ共和国軍となった。設立当初から廃止まで、ベルギー正規軍出身者とその他の国出身の何れも白人の将校が指揮し、アフリカ人（コンゴ人）兵が戦う形であったが一部のアフリカ人はある程度まで昇進する場合もあった。

## コンゴ自由国
コンゴ兵は多民族混成であり、上コンゴの戦士出身者が多かった。その他にザンジバルや西アフリカから連れてこられた者たちもいた。公安軍の任務は「コンゴ自由国を守り、アラブ人の奴隷交易者を倒すことである」と宣伝されたが、実際にはヘンリー・モートン・スタンリーの探検自体がティップ・ティプらアラブ系奴隷交易者の力を借りたものであり、レオポルドはティップから解放の名目で奴隷を購入し、実際には公安軍で4年働かせるかさもなくば出身の村まで誘拐し代わりの子供を連れてこさせた。カトリック教会も奴隷制に近い形で兵士の養成に関わった。公安軍の実際の主要任務はコンゴ住民にファンボと呼ばれたカバの革紐でつくられた鞭を振るってゴム生産と象牙狩りの労働を強要することであった。全てのコンゴ人が50から100の鞭を受け、20を下回ることはなかったといわれ、死者も出た。公安軍は夫を働かせるために女性を人質にし、時折暴行した。多くの村に火がかけられ、多くの虐待の内で有名なのは弾薬費用の証明として死体の手が使われたことだった。1892年から1894年には上コンゴでフランシス・ダニス (Francis Dhanis) の部隊により本来の任務であるアラブ＝スワヒリ人奴隷交易者との戦闘も行われた。1895年にはルルアブルクでテテラ族の蜂起が鎮圧され、1897年にはルイ・ナポレオン・シャルタン (fr:Louis Napoléon Chaltin) の部隊がラド飛地 (Lado Enclave) を占領した。1897年から1898年にはウヴィラ、1900年にはシンカカザ砦でテテラ族の蜂起が鎮圧された。エドモンド・モレルの告発を受け国際的非難を浴びると、コンゴ自由国はベルギー領コンゴに改められた。

## ベルギー領コンゴ

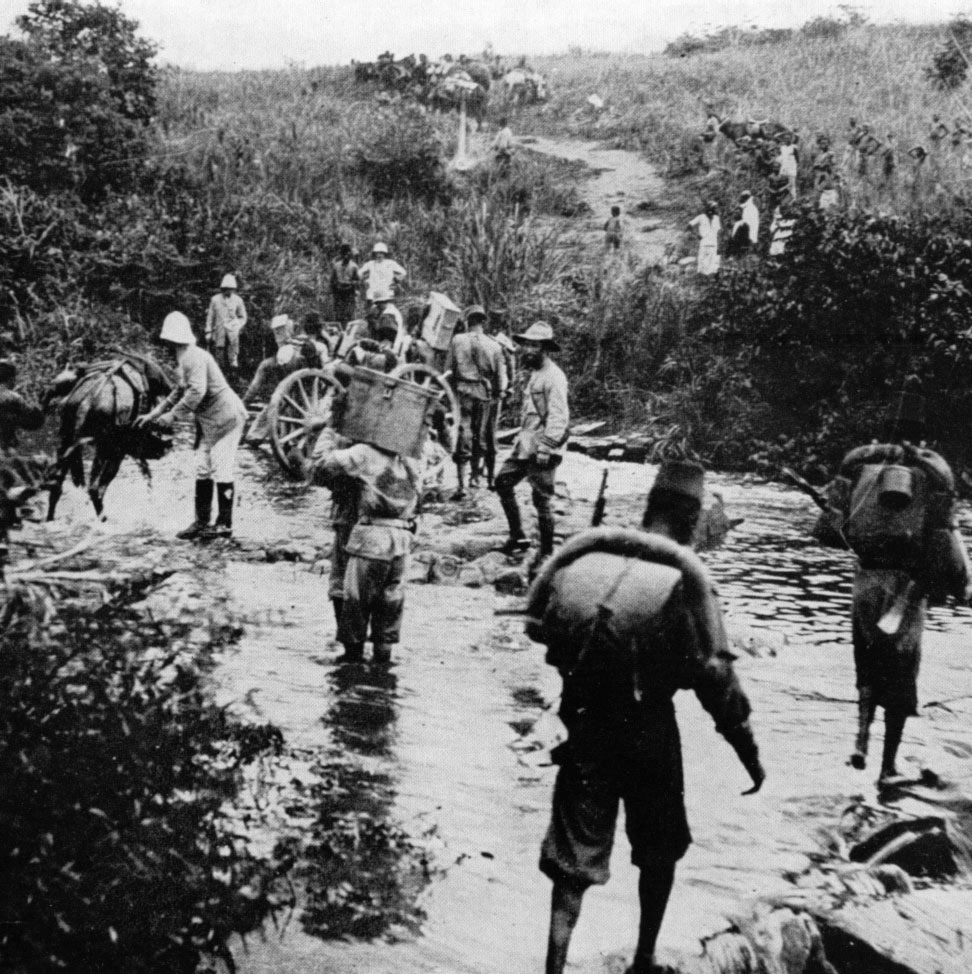
東アフリカ戦役 (1916年 - 1917年)

ベルギー領コンゴとなると公安軍は21の中隊に再編され、兵数は砲兵と工兵を含め12,100人に上った。それらの中隊名はアルウィミ、バンガラ、低地コンゴ、赤道、滝、イトゥリ、カサイ、クワンゴ、レオポルド2世湖、ルアラバ、ルロンゴ、マクラカス、マクア＝ボモカディ、ポンチエヴィル、ルビ、ルジジ＝キヴ、スタンリー滝、スタンリー湖、ウバンギ、ウエレ＝ビリである。2,400人以上を収容する6つの訓練キャンプも設けられた。一中隊600人前後となったが軍事的能力は乏しかった。行政中隊には150人の一辺境中隊が当てられ、辺境中隊及び野戦中隊毎に4人のベルギー人将校が付き、自由国時代のヨーロッパ人傭兵将校と入れ替わった。
2,875人からなるカタンガ部隊は6中隊からなる半独立部隊とされ、4辺境中隊と2歩兵中隊、1自転車中隊と大隊本部が置かれた。
砲兵工兵中隊がコンゴ川河口のボマ砦に置かれた。ボマ砦には8門の 160mm砲と200人の兵が備えられたが実戦で活動することはほとんどなかった。
1914年時点でカタンガ部隊を含めた兵数は約17,000人で、ポストと呼ばれる拠点を中心に警察活動を行った。カタンガのみは3大隊に編制された。装備は単発式の11mmの アルビニー銃であった。軍服は青の制服に赤の襟巻きとフェズと呼ばれる帽子にサッシュと呼ばれる布ベルトであった。この服装は1915年から1917年にカーキ色のものに替えられるまで自由国時代から変更されなかった。入隊期間は7年とされた。訓練を受けていたが、典型的植民地軍となった。
第一次世界大戦時にはベルギーは連合国側に遅れて参戦し、公安軍はベルギー植民地軍として15大隊からなるキヴ、ルジジ、タンガニーカの3旅団 (Groupes) に編制されアフリカ戦線に加わり、カメルーン、ドイツ領東アフリカに侵攻した。

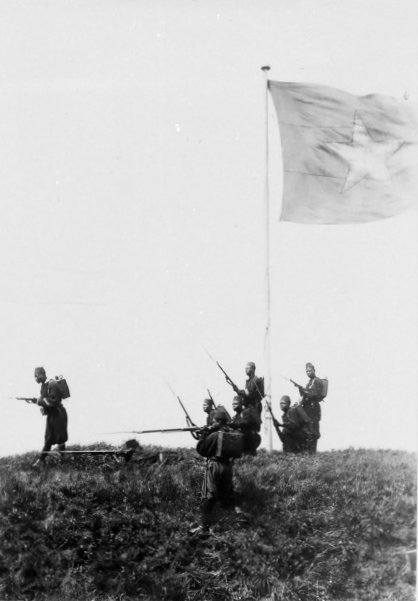
ドラポー守備隊
Société de Géographie, 1928

第二次世界大戦にも連合国側で東アフリカ戦線及び中東方面へ参戦した。
評判の悪い鞭が廃止されたのは1955年で、1959年公安軍の領域警備部隊から独立して憲兵隊が設けられた。

## コンゴ共和国
コンゴ共和国独立時に軍事部門は白人将校を除隊させコンゴ国民軍 (ANC) に再編制されたが、公安軍の構造上の将校不足のため独立時の将校は20名のみで将校養成が急務であった。独立から5日後の1960年7月5日にコンゴ動乱となった。ベルギー人のエミール・ジャンセン中将がコンゴ人兵に独立しても彼らの立場が変わらないと演説したために兵士がベルギー人を攻撃したことから始まった。